# Billy-Chevannes
Billy-Chevannes este o comună în departamentul Nièvre din centrul Franței. În 2009 avea o populație de 360 de locuitori.

## Evoluția populației
| An        | 1975 | 1982 | 1990 | 1999 | 2006 | 2009 |
| --------- | ---- | ---- | ---- | ---- | ---- | ---- |
| Populație | 361  | 288  | 271  | 276  | 341  | 360  |